# Cafédomancie

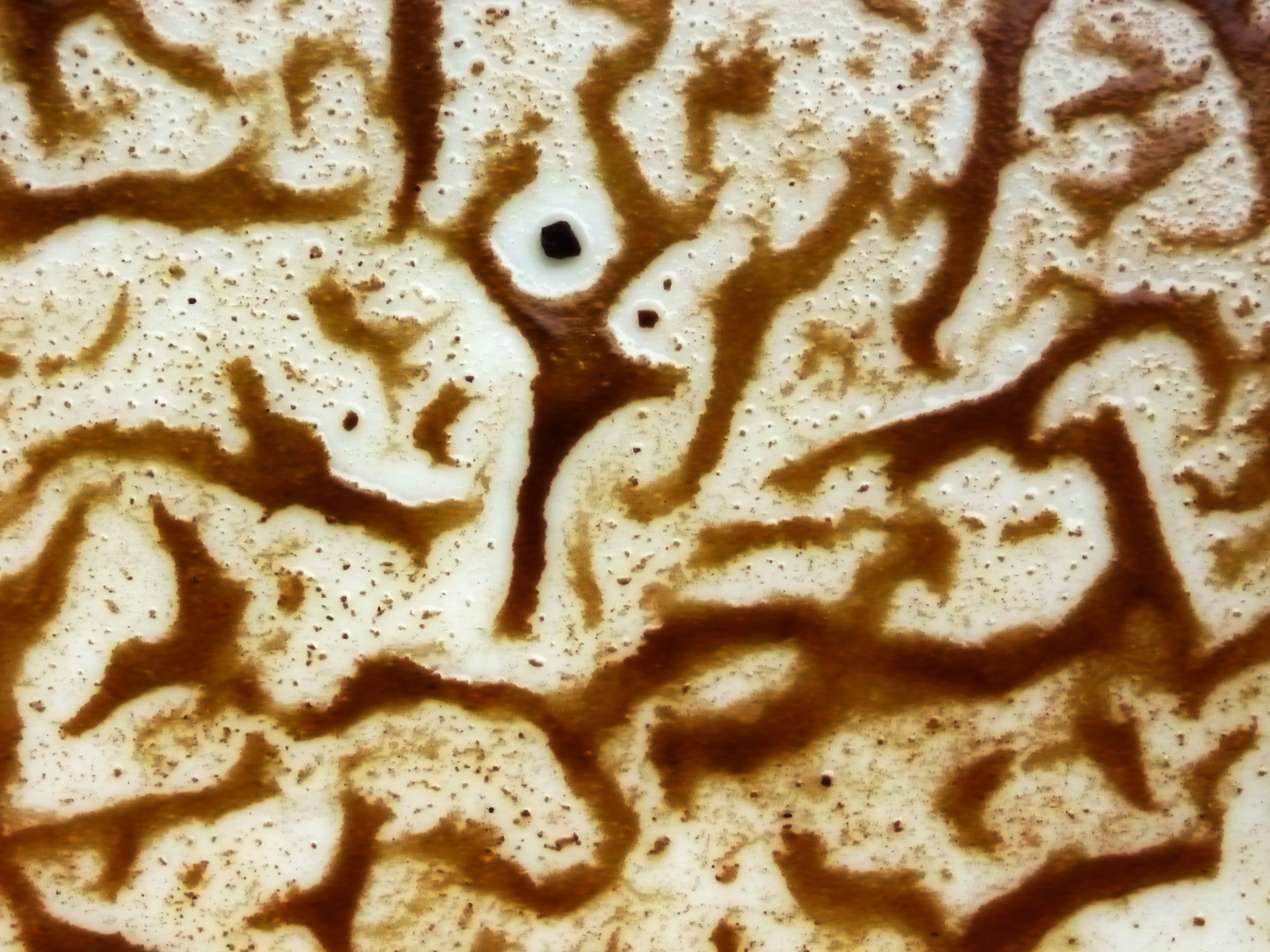
Figures laissées par du marc de café dans le fond d'une tasse

La cafédomancie ou caféomancie est un procédé de divination consistant à présager l'avenir ou autre mystère en interprétant les traces laissées par du marc de café au fond d'une assiette ou d'une tasse, ou sur une serviette. C'est une forme de tasséomancie, comme l'art de lire les feuilles de thé.

## Origines

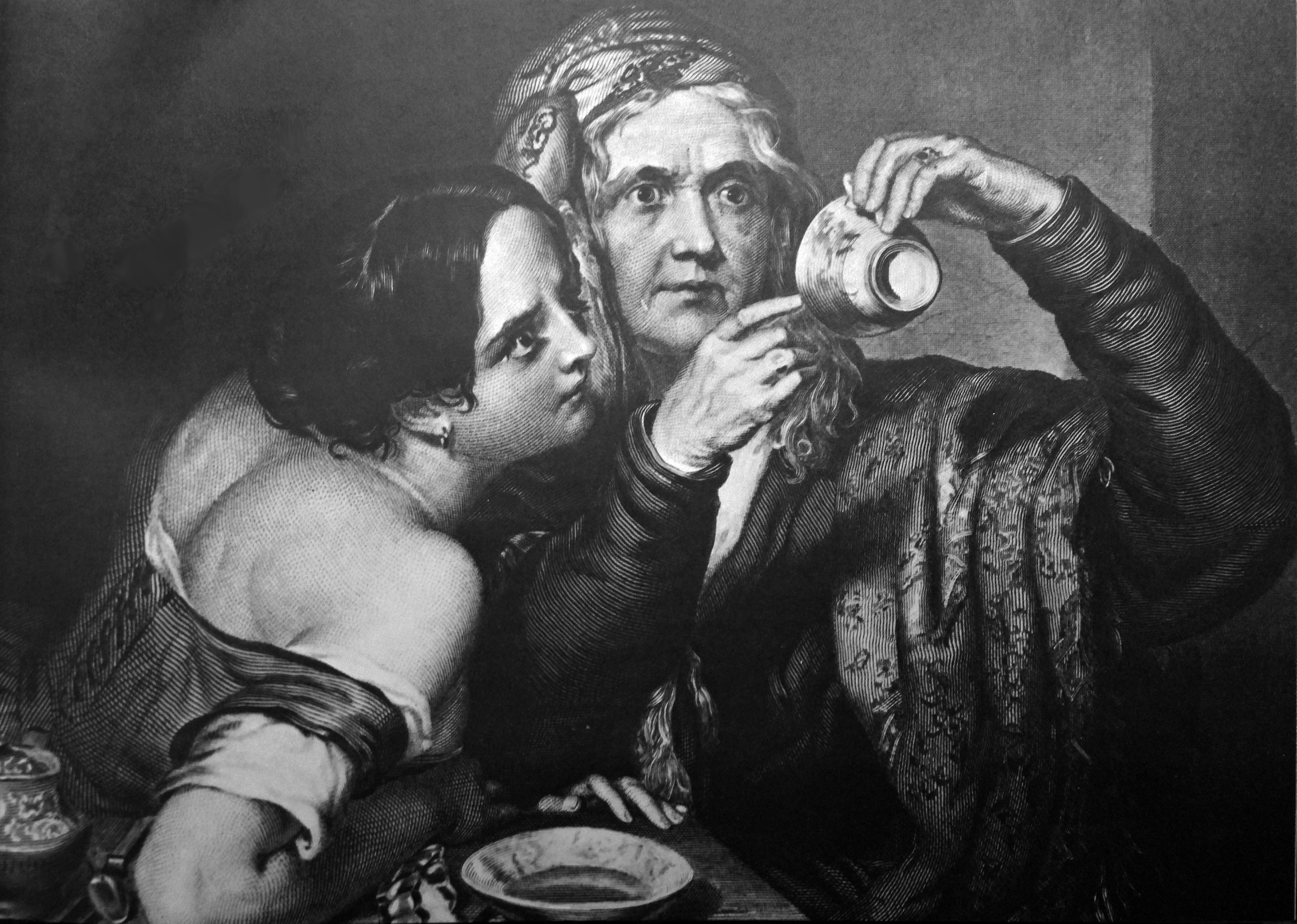
Gravure de 1842 par Nicholas Joseph Crowley

L'origine exacte de cette pratique est incertaine. Certaines sources présument une origine mésopotamienne qui se serait généralisée dans l'Empire ottoman avant d'être exportée vers la fin du XVIIIe siècle dans les Balkans puis en Europe centrale à la suite des campagnes militaires ottomanes avant de se généraliser. Selon un auteur du XIXe siècle écrivant sous le pseudonyme de Johannès Trismégiste la pratique aurait été codifiée par un mage ou astrologue Florentin du nom de Tomaso (Thomas) Tamponelli, dont on ne sait rien, dans un traité écrit au début du XVIIIe siècle.
Nathaniel Moulth écrivait en 1845, après avoir cité Trismégiste mais préciser ses sources : « D'autres astrologues, non moins dignes de confiance, affirment que la cofféomancie fut découverte vers le milieu du XVe siècle par un derviche arabe, et qu'elle se répandit rapidement en Europe, en même temps que l'usage du café. Elle pénétra en France, par Marseille, en 1645. Mais ce ne fut qu'en 1669 que Soliman-Aga, ambassadeur de Mehmed IV, enseigna aux belles dames de Paris, à prendre du café et à lire dans son marc le sort qui leur était réservé dans l'avenir. ». Cette dernière affirmation est douteuse, car le sultan ottoman Mehmed IV avait quitté le pouvoir en 1687 et ne pouvait donc avoir d'ambassadeur à Paris à cette époque. Quoi qu'il en  soit, cette pratique semble ne s'être répandue en France qu'au XVIIIe siècle, car elle ne figure pas dans un recueil édité en 1699.

## Pratique

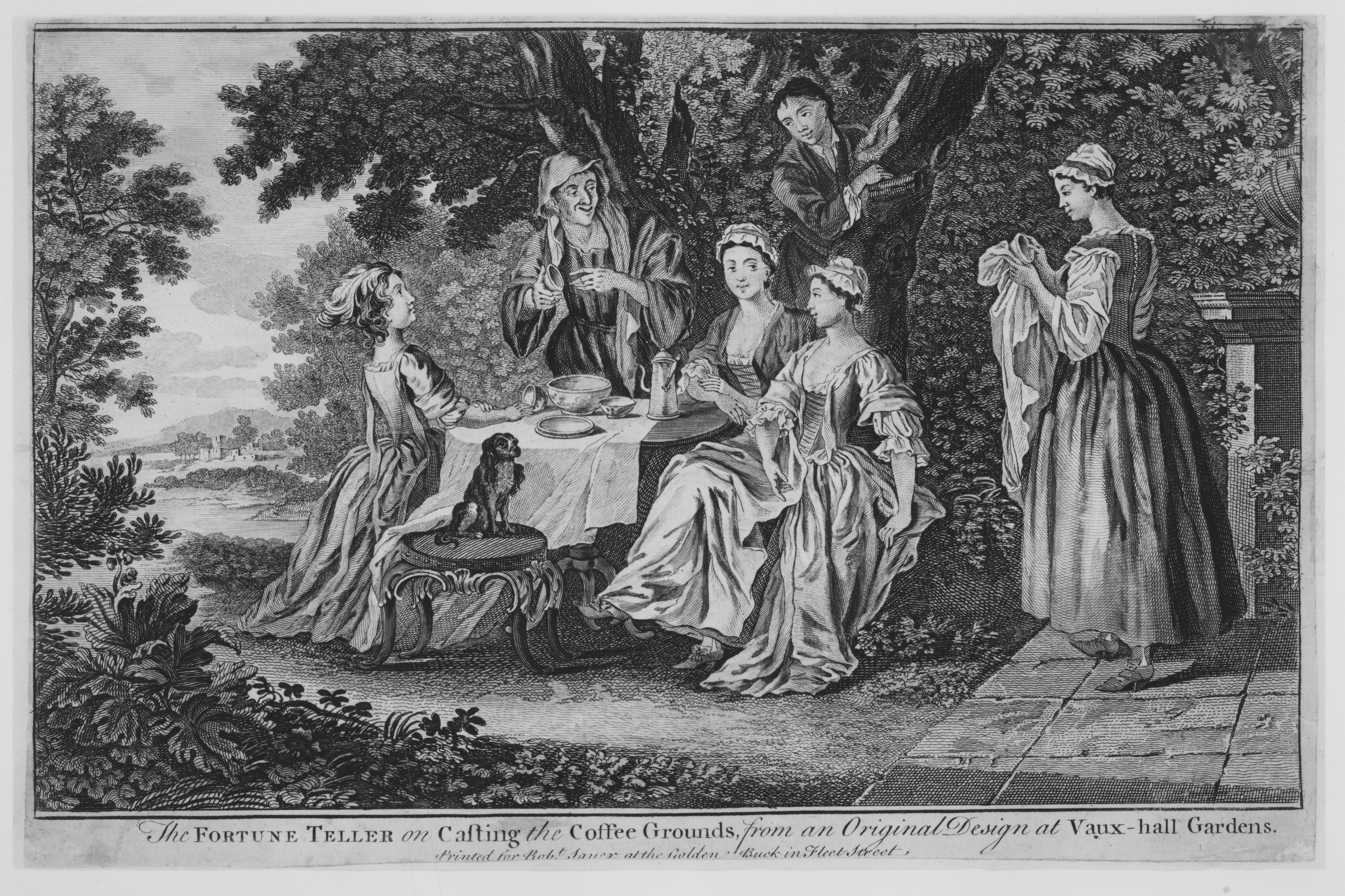
Le diseur de bonne aventure dans le marc de café, tiré d'un dessin original aux Vauxhall Gardens (Londres), gravure d'après Francis Hayman

Dans L'avenir dévoilé par les cartes, paru en 1881 et signé par un certain Astaroth, on peut lire : « La lecture dans le marc de café est aussi enracinée dans nos mœurs que l'art de tirer les cartes. Voici comment on procède : On prend du marc très sec ; on le délaye dans de l'eau tiède et on verse cette mixture sur une assiette bien blanche, en ayant soin de remuer au fur et à mesure que l'on verse, de manière à égaliser la couche sur toute la surface de l'assiette. On égoutte doucement et il ne reste alors que le marc de café qui forme une multitude de dessins bizarres. La lecture commence par une étude de ces dessins. On se rend bien compte des figures formées par les grains et on leur donne les significations suivantes : [...] » (suivent alors des interprétations selon la forme que l'observateur peut imaginer par paréidolie).